# Condado de Rowan (Carolina del Norte)
El condado de Rowan (en inglés: Rowan County, North Carolina), fundado en 1753, es uno de los 100 condados del estado estadounidense de Carolina del Norte. En el año 2000 tenía una población de 130 340 habitantes con una densidad poblacional de 98 personas por km². La sede del condado es Salisbury.

## Geografía
Según la Oficina del Censo, el condado tiene un área total de 1357 km² (523,9 mi²), de la cual 1323 km² (510,8 mi²) es tierra y 34 km² (13,1 mi²) es agua.

### Municipios
El condado se divide en catorce municipios:
| - Atwell - China Grove - Cleveland - Franklin | - Gold Hill - Litaker - Locke - Morgan | - Mount Ulla - Providence - Salisbury - Scotch Irish | - Steele - Unity |

### Condados adyacentes
- Condado de Davie - norte
- Condado de Davidson - noreste
- Condado de Stanly - sureste
- Condado de Cabarrus - sur
- Condado de Iredell - oeste

## Demografía
En el 2000 la renta per cápita promedia del condado era de $37 494, y el ingreso promedio para una familia era de $44 242. El ingreso per cápita para el condado era de $18 071. En 2000 los hombres tenían un ingreso per cápita de $31 626 contra $23 437 para las mujeres. Alrededor del 10,60% de la población estaba bajo el umbral de pobreza nacional.

## Lugares

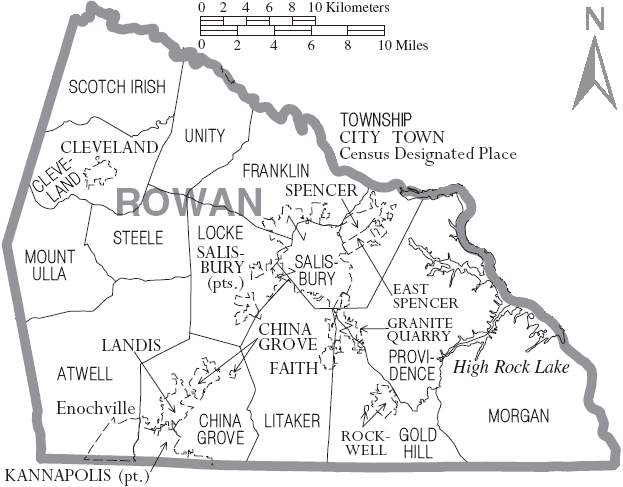
Mapa del Condado de Rowan en Carolina del Norte con sus municipios

### Ciudades y pueblos
- China Grove
- Cleveland
- East Spencer
- Enochville
- Faith
- Granite Quarry
- Kannapolis
- Landis
- Rockwell
- Salisbury
- Spencer